# Rhesalides natalensis
Rhesalides natalensis là một loài bướm đêm trong họ Erebidae.